# يوبيرجين مارتينيز
يوبيرجين مارتينيز (بالإسبانية: Yuberjén Martínez) (مواليد 1 نوفمبر 1991) هو ملاكم كولومبي، مثّل بلاده في الألعاب الأولمبية الصيفية 2016 وحقق الميدالية الفضية في فئة وزن الذبابة الخفيف.

## روابط خارجية
يوبيرجين مارتينيز على موقع اللجنة الأولمبية الدولية (الإنجليزية)
- يوبيرجين مارتينيز على موقع أوليمبيديا (الإنجليزية)